# Louis Martin-Chauffier
Pour les articles homonymes, voir Louis Martin, Martin et Chauffier.
Louis Martin-Chauffier, né Louis Martin, est un journaliste, écrivain et résistant français né le 24 août 1894 à Vannes et mort le 6 octobre 1980 à Puteaux.

## Biographie

### Formation
Louis Martin-Chauffier commence des études de médecine puis, après la mort de son père, passe le concours de l’École nationale des chartes, où il est reçu en 1915. Pendant la Première Guerre mondiale, il est cependant mobilisé comme médecin auxiliaire. Il reprend sa scolarité en 1919 et devient archiviste paléographe en 1921, année de son mariage avec Simone Duval. Il est alors nommé bibliothécaire à la bibliothèque Mazarine, puis à Florence (1923-1927).

### L'entre-deux-guerres
Dès 1922, il fait paraître son premier roman, La Fissure. Durant les années 1920, Louis Martin-Chauffier écrit quatre romans avant d’abandonner ce genre auquel il ne reviendra qu’en 1950.
Il collabore aussi à la maison d’édition Au sans pareil, où il publie des auteurs d'avant-garde comme Blaise Cendrars, rédigeant une présentation de Philippe Soupault en annexe d’Histoire d'un Blanc, ou signant la préface d’Aspects de la biographie d’André Maurois. Il effectue également des traductions de classiques (Aristophane, Dante, etc.) pour des éditions illustrées de luxe ; dans les années 1930, il entreprend la première édition des œuvres complètes d'André Gide (1932-1939), et travaille pendant plus de quinze ans à une étude de Chateaubriand, publiée en 1943 sous le titre Chateaubriand ou l'obsession de la pureté. Il s'occupe de Luce Vigo, fille du cinéaste Jean Vigo et de sa femme morts prématurément. Il préface en 1935 les œuvres complètes de La Rochefoucauld dans la bibliothèque de la Pléiade.
Il a aussi une activité de journaliste : tout en étant bibliothécaire, il donne des articles à diverses revues, en particulier à la Revue critique des idées et des livres, proche de l'Action française, puis devient chroniqueur religieux au Figaro.
Par la suite, il est rédacteur en chef de divers hebdomadaires, orientés nettement à gauche, comme Lu, Vu, puis Vendredi. En 1938, il devient directeur littéraire de Match et éditorialiste à Paris-Soir.

### La Seconde Guerre mondiale
En 1940, il part en zone libre avec l’équipe de son journal. Il entre dans la Résistance, devenant rédacteur en chef d’un des plus importants journaux clandestins, Libération en 1942. En avril 1944, il est arrêté par la Gestapo et envoyé en camp de concentration, d’abord à Neuengamme puis à Bergen-Belsen. À la Libération, il est délégué à l'Assemblée consultative provisoire (juillet-août 1945) au titre des prisonniers et déportés, puis il poursuit sa carrière de journaliste et continue à faire vivre le journal sorti de la clandestinité : il est directeur littéraire de Libération, le quotidien dirigé par Emmanuel d'Astier de la Vigerie.

### L'après-guerre
Il travaille ensuite pour divers quotidiens et hebdomadaires : chef du service étranger du Parisien libéré, chroniqueur littéraire à Paris-Presse et à Paris Match, directeur de la rédaction de Fémina-Illustration.
Communiste convaincu et admirateur sans limite de l'URSS en laquelle il ne voit que le vainqueur de la guerre, il est cité en 1949 comme témoin par Les Lettres françaises pour témoigner contre Victor Kravchenkoque la revue communiste accuse d'être « traitre », « escroc », « ivrogne », « désinformateur », affirmant plus fondamentalement que « Kravchenko est un traître. Kravchenko est un agent américain. Cela a été dit, redit, prouvé, établi », pour avoir dénoncé dans son livre J'ai choisi la liberté la collectivisation forcée, les purges et le goulag.
Dans les années 1950, il est une des cibles des attaques (verbales) des négationnistes ou révisionnistes de l'époque (Paul Rassinier, Albert Paraz, Maurice Bardèche).
Ardent défenseur de l'épuration politique de l'après-guerre, il intervient dans Le Figaro littéraire pour répondre à Jean Paulhan, auteur en 1952 d'un essai publié aux Éditions de Minuit sous le titre "Lettre aux directeurs de la Résistance". Dans cet ouvrage, Jean Paulhan y dénonçait le fait que l'intelligentsia communiste française prenait prétexte du passé avéré ou supposé de certains intellectuels, pour écarter tous ceux qui ne suivaient pas sa ligne politique.
En 1967, il écrit dans sa préface à l'ouvrage collectif la déportation, qu'il faut lutter, sans haine ni violence, contre l’oubli du passé.
Durant la guerre d'Algérie, il participe activement à une « Commission internationale sur le système concentrationnaire », qui, en 1957 (époque de la bataille d'Alger), mène sur place une enquête sur le système répressif établi par l'armée française.
Il est le grand-père du journaliste Gilles Martin-Chauffier.[réf. souhaitée]

## Distinctions
- 1923 : prix Jules et Louis Jeanbernat de l’Académie française pour l’ensemble de son œuvre.
- 1925 : prix Paul-Flat de l’Académie française pour L’Épervier
- 1944 : prix Georges Dupau de l’Académie française
- 1947 : grand prix de littérature de la SGDL pour l’ensemble de son œuvre.
- 1957 : grand prix national des Lettres (ministère de la Culture) pour sa contribution au rayonnement des lettres françaises.
- 1962 : prix Breizh pour l’ensemble de son œuvre.

Il est élu membre de l’Académie des sciences morales et politiques en 1964.

## Hommage
Une salle de réunion de l'Institut de France à Paris porte son nom.

## Principales œuvres
- L’Affaire des évêques simoniaques bretons et l’érection de Dol en métropole (848-850), thèse de l’École des chartes, 1921.
- Correspondances apocryphes, Mme de Vandeul et Diderot, Choderlos de Laclos, Flaubert, Barbey d'Aurevilly, Marcel Proust, Anatole France..., 1923 (préface de Pierre Benoit)
- La Fissure, roman, 1923
- Patrice, ou l’indifférent, roman, 1924
- L’Épervier, roman, 1925
- L’Amant des honnêtes femmes, roman, 1927
- Jeux de l’âme, roman, 1927
- La Paix d’Aristophane, traduction, 1930
- L’Enfer de Dante, traduction, 1930
- Œuvres complètes d’André Gide, édition, 1932-1939
- Chateaubriand ou l’obsession de la pureté, essai, 1943
- L’homme et la bête, essai, 1947
- Mon père n’est pas mort, roman, 1950
- L’Écrivain et la liberté, essai, 1958
- Œuvres complètes de La Rochefoucauld, édition, 1964
- Chateaubriand, Éditions Seghers, coll. Écrivains d'hier et d'aujourd'hui, no 31, 1968
- Chroniques d’un homme libre, 1989